# Бояно (гмина Шемуд)
Бояно (пол. Bojano) — деревня в Польше, входит в Поморское воеводство, Вейхеровский повят, гмина Шемуд.

## История
Первое письменное упоминание об поселении Бояно относится 1311 году, в документе этого периода, и другого 1402 года, название деревни было записано как Боян. В XV веке в Бояно насчитывалось 15 хозяйств. В 1472 году доход от деревни Бояно принадлежал городу Гданьск. С этого времени Бояно имеет с Гданьском общую историю.

## Воинское захоронение

Кладбище советских солдат в деревне Бояно

В северной части деревни Бояно находится воинское захоронение в котором похоронены (перезахоронены) 6058 воинов 2-го Белорусского фронта погибших в ходе освобождения пригородов Гданьска от немецких войск.